# 山口豊 (医学者)
山口 豊（やまぐち ゆたか、1931年12月4日 - 1999年10月4日）は、日本の医学者。専門は、気管支学、呼吸器外科学。千葉大学名誉教授。

## 略歴
長野県諏訪市出身。長野県諏訪清陵高等学校を経て、1956年千葉大学医学部卒業。1957年同大学医学部第1外科学教室入局。1963年香月秀雄のもと同大学肺癌研究施設創設に伴い転出。1964年同大学医学部肺癌研究施設外科助手。1967年同大学医学部肺癌研究施設外科講師。1970年文部省（現・文部科学省）長期在外研究員としてライデン大学留学。1971年アレクサンダー・フォン・フンボルト財団により西ドイツ（現・ドイツ）エッセンルアランドクリニック留学。1974年千葉大学医学部肺癌研究施設外科助教授。1977年同大学医学部肺癌研究施設外科教授。1988年同大学医学部肺癌研究施設長併任、千葉大学医学部附属病院肺外科科長併任。1992年日本気管支学会会長。1993年日本呼吸器外科学会会長。1994年日本胸部外科学会会長。1995年日本肺癌学会会長。同年日本臨床細胞学会会長。1997年千葉大学定年退官、同大学名誉教授。厚生省（現・厚生労働省）抗悪性腫瘍剤調査会委員、重粒子線治療ネットワーク会議委員、同計画部会胸部分科会長、重粒子線がん治療肺腫瘍臨床研究班長などを歴任。1999年正四位勲三等旭日中綬章。